# 严沆
嚴沆（1617年—1678年），字子餐，号颢亭。浙江余杭县（今杭州市余杭区）人。明末政治人物。

## 生平
严沆八岁通五经。善射，箭无虚发。崇禎十二年（1639年）舉己卯科浙江鄉試。清順治年間與施闰章、宋琬、丁澎、张文光、周茂源、趙賓等在京师相倡和，被称为“燕台七子”。顺治十二年（1655年）進士，选庶吉士。歷官兵科、吏科、户科、刑科给事中，宗人府府丞，左副都御史等，聘陈祚明在京邸授課。官至仓场戶部侍郎。

## 著作
著有《北行日录》，《皋园诗文集》等。

## 家族
祖父嚴大紀。父嚴武順。世居杭州。
有子严正榘。